# Kindred, North Dakota
Kindred är en ort i Cass County i delstaten North Dakota, USA.